# Hermann Axen

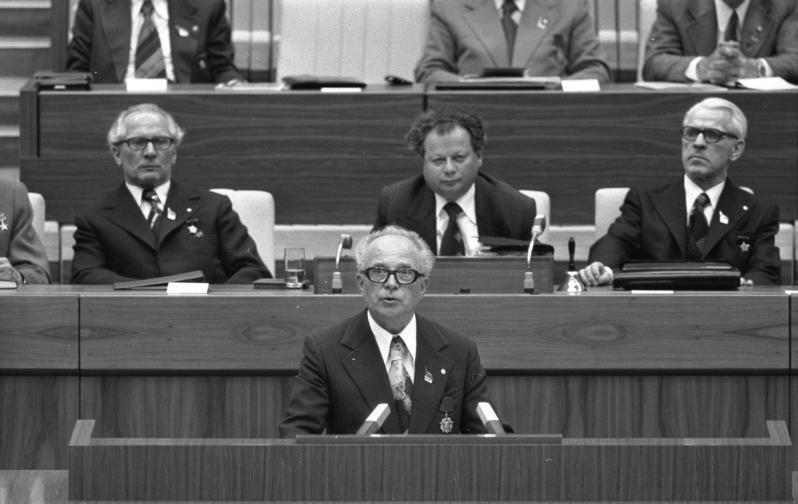
Hermann Axen (midden van de tweede rij)

Hermann Axen (Leipzig, 6 maart 1916 – Berlijn, 15 februari 1992) was een Oost-Duits politicus.
Axen werd in Leipzig geboren in een Joodse familie die afkomstig was uit Galicië. Vanaf 1932 was Axen, net als zijn oudere broer Rolf, actief in het Kommunistische Jugendverband Deutschlands. In 1935 werd hij door het Oberlandesgericht van Dresden tot drie jaar tuchthuisstraf veroordeeld wegens voorbereiding tot hoogverraad. Toen hij na drie jaar zijn straf in Zwickau had uitgezeten vluchtte hij naar Parijs. In 1940 werd hij geïnterneerd in het kamp Le Vernet. In 1942 werd Axen aan de Gestapo uitgeleverd. Hij zat vervolgens eerst in Auschwitz en vervolgens tot 1945 in kamp Buchenwald, waar hij actief was in de illegale kampleiding.
Axen werd in 1946 lid van de SED en was medeoprichter van de FDJ. Tot 1949 was Axen secretaris van de centrale raad van de FDJ en vanaf 1949 was hij lid van het Centraal Comité van de SED. Binnen de SED was Axen onder meer verantwoordelijk voor agitatie en de pers. Onder zijn leiding werd de omroep gezuiverd.
Van 1954 tot 1989 was Axen afgevaardigde in de Volkskammer.
Tussen 1958 en 1966 was Axen hoofdredacteur van de SED-partijkrant Neues Deutschland. In 1970 werd hij lid van het politbureau van het Centraal Comité van de SED. Hier was hij verantwoordelijk voor buitenlandse betrekkingen. Hij was in 1975 ook aanwezig bij de ondertekening van de Helsinki-akkoorden. Axen onderhield ook contacten met Joop Wolff van de CPN toen de actiegroep Stop de Neutronenbom werd opgericht.
Op 8 november 1989 stapte Axen op uit het politbureau en vloog naar Moskou om een oogoperatie te ondergaan. Na zijn terugkeer werd hij in januari 1990 aangehouden. Het arrestatiebevel werd vanwege Axen's gezondheid opgeheven. Op 15 februari 1992 overleed hij in Berlijn.
- Gemeinsame Normdatei: 119328569
- International Standard Name Identifier: 0000 0000 8364 5146
- Library of Congress Control Number: n82019641
- Nationale Bibliotheek van Tsjechië: xx0008708
- Nationale Bibliotheek van Israël: 987007369209605171
- Nederlandse Thesaurus van Auteursnamen: 071124675
- Système universitaire de documentation: 114919410
- Virtual International Authority File: 22948799
- WorldCat: E39PBJyMk466QyRVRwmFrf3G73